# Walter M. Robertson
Pour les articles homonymes, voir Bradley.
Walter Melville Robertson (15 juin 1888 dans le Comté de Nelson en Virginie et mort le 22 novembre 1954) à San Francisco en Californie  était un militaire américain.

## Biographie
Il est le fils de William Walter Robertson et de Mary Fannie. Il étudie à l'Université d'Oklahoma et à West Point. Il devient le 12 juin 1912, lieutenant d'Infanterie.
Il est envoyé à Hawaï et reste jusqu'en 1915. Il est envoyé à Nogales en Arizona pour entraîner des recrues.
Il est envoyé en France en 1918. Il y reste jusqu'en 1920.
En mai 1942, il devient général de division. Il débarque en Normandie avec la 2e division d'infanterie (États-Unis) le 7 juin (J+1) vers Saint-Laurent-sur-Mer et Colleville-sur-Mer. Il participe à la bataille de Brest.